# Pau Miquel
Pau Miquel Delgado (Sant Quirze del Vallès, 20 agosto 2000) è un ciclista su strada spagnolo che corre per il team Equipo Kern Pharma; è professionista dal 2022.

## Palmarès

### Altri successi
- 2019 (Lizarte)

1ª tappa Volta a Galicia (Baiona, cronosquadre)
- 2021 (Lizarte)

Memorial Valenciaga
Memorial Pascual Momparler

## Piazzamenti

### Grandi Giri
- Vuelta a España

2022: non partito (11ª tappa)
2024: 58°

### Classiche monumento
- Liegi-Bastogne-Liegi

2022: 62º
2023: 99º

### Competizioni mondiali
- Campionati del mondo

Fiandre 2021 - In linea Under-23: 128º
Wollongong 2022 - In linea Under-23: 22º

### Competizioni europee
- Campionati europei

Zlín 2018 - In linea Junior: ritirato
Trento 2021 - In linea Under-23: ritirato
Limburgo 2024 - In linea Elite: 18°